# レックスアドバイザーズ
株式会社レックスアドバイザーズは公認会計士・税理士・経理・財務の転職支援・採用支援に特化した転職エージェント（人材紹介会社）である。